# Pantenbrücke
Koordinaten: 46° 52′ 8″ N, 8° 58′ 54,7″ O; CH1903: 717651 / 192019

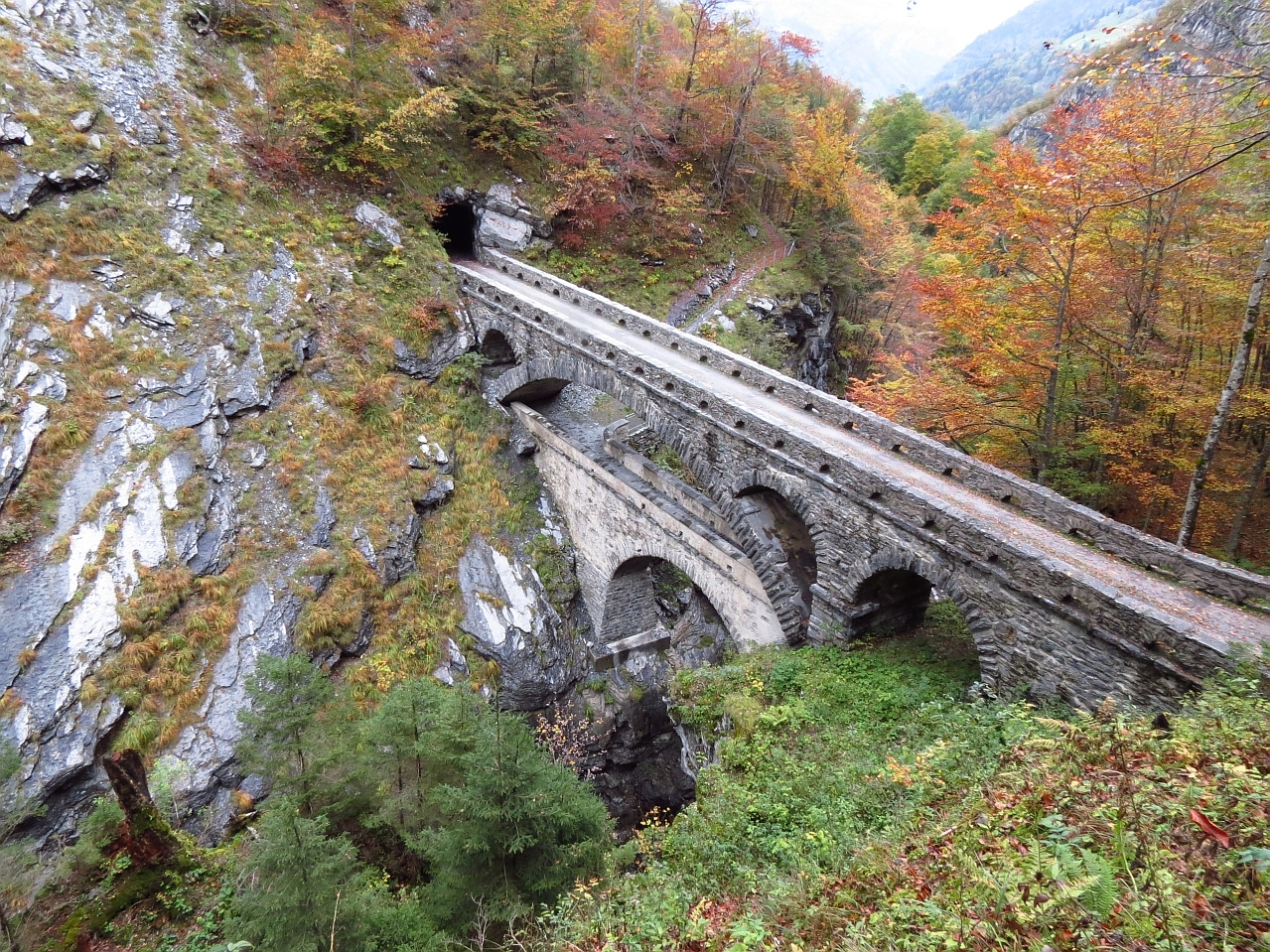
Pantenbrücke

Pantenbrücke, 1906

Die Pantenbrücke ist eine Doppelbrücke in Linthal im Kanton Glarus (Schweiz).

## Lage

Foto von 1930

Die Pantenbrücke führt über die tief eingeschnittene, enge Linthschlucht südlich von Tierfehd. Sie verbindet Linthal über den Kistenpass mit Breil/Brigels im Kanton Graubünden und dient als Übergang zu den Alpen im Sand, in Baumgarten, Nüschen und Mutten sowie als Zubringer zum Sandpass.

## Name
Der Name Panten stammt von pontus (Brücke) und pantum (Passage für Vieh) und gibt einen Hinweis auf eine romanische Besiedelung im hinteren Tal der Linth.

## Situation
Die Pantenbrücke ist eine Doppelbrücke, bei der die neuere Brücke auf die ältere aufgesetzt wurde. Weil die Vorgängerbrücke bis heute erhalten geblieben ist, können auf engstem Raum Bautechniken aus verschiedenen Brückenbauepochen betrachtet werden.

## Die ersten bekannten Pantenbrücken
Die erste bekannte Steinbogenbrücke wurde im Jahre 1457 errichtet. Nach Zerstörungen durch Lawinen und Steinschlag wurde die Brücke in den Jahren 1560 und 1750 erneuert. Die Unterhaltspflicht oblag den Besitzern der Alpen im Baumgarten und Sand. 1556 beteiligte sich der Glarner Landrat an der Sanierung der Brücke, weil Viehwirtschaft und -export für den Stand Glarus ein wichtiger Einkommenszweig waren.
Im 18. und 19. Jahrhundert wurde die Brücke mit der Linthschlucht als Motiv von Reiseliteraten und Landschaftsmalern europaweit bekannt. Der Zürcher Stadtarzt und Gelehrte Johann Jakob Scheuchzer besuchte die Brücke 1705 und erstellte die erste bekannte Ansicht. Während des Franzosenkrieges überschritten am 25. September 1799 1 1/2 Bataillone des österreichischen Generals Linken die Brücke auf dem Vormarsch von Flims – Panix über den Kistenpass nach Linthal.

## Die erste erhaltene Pantenbrücke
Die untere Steinbrücke wurde 1853/54 im Auftrag der katholischen Kirche Glarus und der Gemeinde Betschwanden, der Besitzerin der Alpen im Baumgarten und Sand, errichtet.

## Die zweite erhaltene Pantenbrücke
Mit dem Bau einer Fahrstrasse vom Tierfehd nach Sandwiti wurde 1899–1902 über die alte Brücke die neue obere Brücke erstellt. Der Kistenpass war als Fortsetzung der Pantenbrücke ein beliebtes, aber nicht ungefährliches Touristenziel. 1907 benötigte man von Linthal bis Brigels 11 Stunden Wanderzeit. 1997 wurden beide Brücken einer umfassenden Renovation unterzogen.